# تاشکوه علیا
تاشکوه علیا، روستایی است از توابع بخش مرکزی شهرستان نور در استان مازندران ایران.

## جمعیت
این روستا در دهستان میان‌بند قرار دارد و براساس سرشماری مرکز آمار ایران در سال ۱۳۸۵، جمعیت آن ۱۴۸۱ نفر (۳۴۹خانوار)  بوده‌است. مردم این روستا به زبان مازندرانی صحبت میکنند.